# Hansjörg Lein

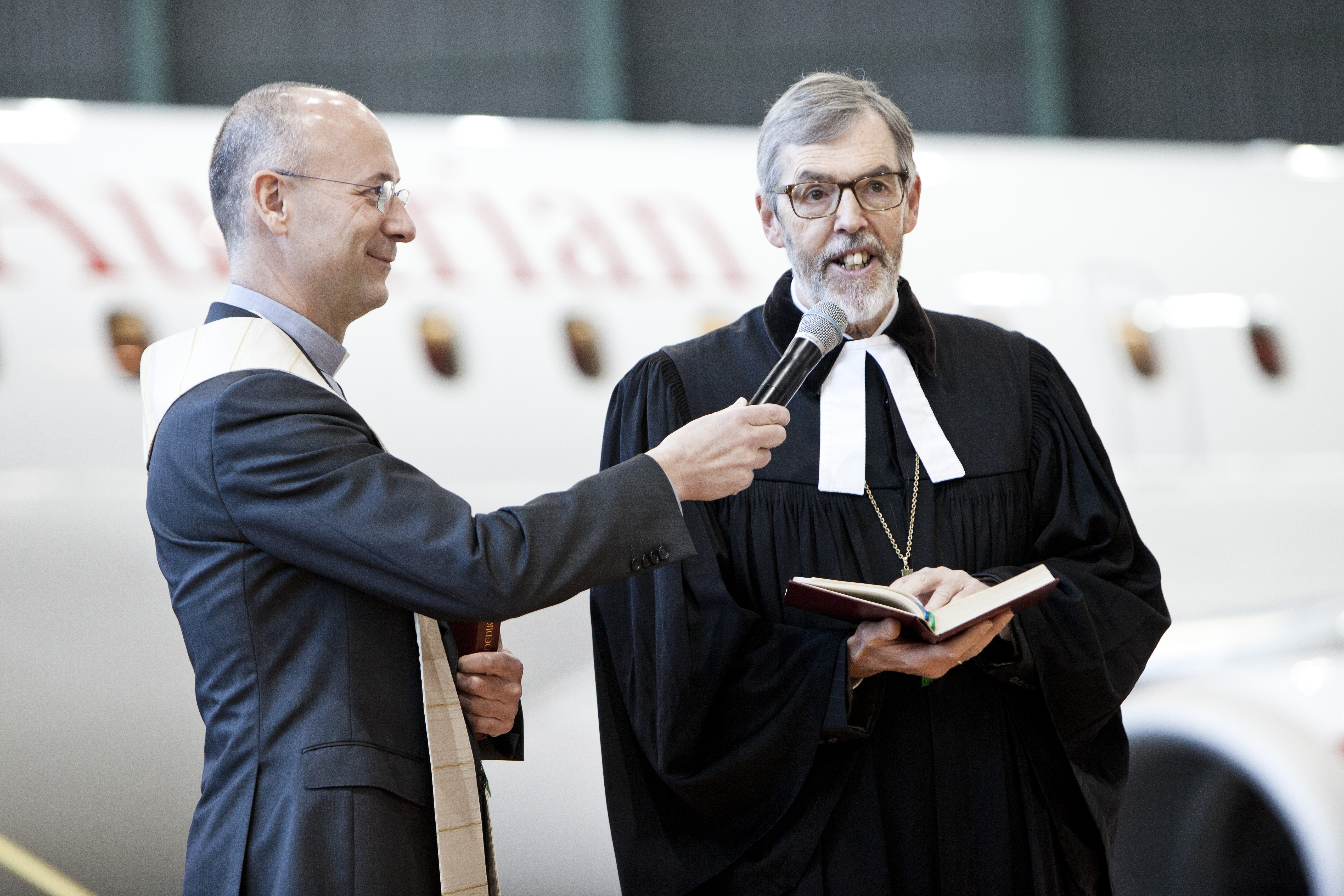
Hansjörg Lein (rechts) bei einer Flugzeugsegnung (gemeinsam mit Anton Faber)

Hansjörg Lein (* 2. Oktober 1953 in Waiern) ist ein österreichischer evangelisch-lutherischer Pfarrer und war von 2004 bis 2018 Superintendent der Evangelischen Superintendentur A. B. Wien.

## Leben
Hansjörg Lein wuchs im evangelischen Pfarrhaus in Eisentratten in Kärnten auf und maturierte 1972 in Spittal an der Drau. Anschließend studierte er Evangelische Theologie an der Universität Wien, der Eberhard Karls Universität Tübingen, der Universität Zürich und der Augustana-Hochschule Neuendettelsau. Er schloss sein Studium 1979 mit dem Magistertitel ab. Im selben Jahr wurde er Vikar in der Kirche am Wege und 1980 in der Evangelischen Pfarrkirche Floridsdorf in Wien. Am 8. März 1981 wurde Hansjörg Lein zum geistlichen Amt ordiniert und von der Pfarrgemeinde in der Evangelischen Pfarrkirche Floridsdorf zum Pfarrer gewählt. Dieses Amt hatte er bis zu seiner Wahl zum Superintendenten im Jahr 2003 inne. 1998 wurde er zum Senior gewählt und 2000 wurde er Synodaler und Mitglied des diakonischen Ausschusses der Generalsynode der Evangelischen Kirche A. u. H. B. in Österreich. Am 1. Jänner 2004 trat er als Nachfolger von Werner Horn sein Amt als Superintendent der Evangelischen Superintendentur A. B. Wien an. Hansjörg Lein ist verheiratet und hat einen Sohn und eine Tochter.